# El almuerzo de los remeros

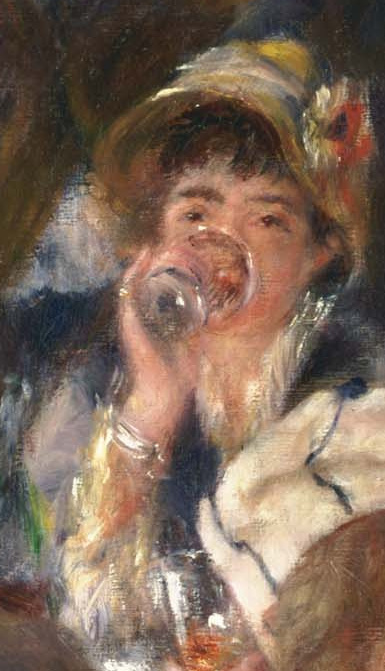
Detalle de la actriz Ellen Andrée bebiendo de un vaso

El almuerzo de los remeros (1881, en francés: Le déjeuner des canotiers) es un cuadro del pintor impresionista francés Pierre-Auguste Renoir, que se conserva en la Colección Phillips, en Washington D. C.
El cuadro muestra a un grupo de amigos de Renoir descansando en una terraza del restaurante Maison Fournaise a orillas del río Sena en Chatou, Francia. La escena muestra un clima de alegría popular que se asemeja a una obra anterior suya, Baile en el Moulin de la Galette (1876). Por otra parte, Renoir ya había retratado tanto el local como el tema del remo en otra obra, Déjeuner chez Fournaise (1875).
En esta obra, Renoir representa a sus amigos y clientes habituales del establecimiento, como el pintor y mecenas Gustave Caillebotte, sentado en primer plano a la derecha, hablando con la actriz Angèle Legault y el periodista Adrien Maggiolo. También en el primer plano, a la izquierda, se ve a la futura esposa de Renoir, Aline Charigot, iluminada por un rayo de sol, jugando con un perrito. Detrás, de pie y en camiseta blanca, el hijo de los Fournaise, el encargado de las barcas de remo, contempla la reunión. Acomodada en la barandilla está su hermana Alphonsine escuchando al barón Barbier, situado de espaldas al espectador. La muchacha bebiendo en el centro, ligeramente a la derecha, es Ellen Andrée, una actriz que fue modelo también para otros impresionistas, como Degas, Édouard Manet y Henri Gervex. En la parte posterior aparecen un hombre con sombrero de copa y los amigos de Renoir Lestringuez y Lhote, que hablan con la actriz Jeanne Samary.
La composición se ordena siguiendo dos diagonales: la primera agrupa a los hombres en camiseta (remeros); la segunda va desde el faldón izquierdo del mantel hasta el lado derecho del fondo; de esta forma se crea profundidad. En la intersección destaca la mesa con el mantel blanco y su naturaleza muerta o bodegón, donde hay un barrilito, botellas, copas y un frutero colmado.
En este cuadro Renoir capturó una gran cantidad de luz. Como se puede apreciar, la mayor cantidad de luz viene de la gran abertura en el balcón, detrás del hombre en camiseta y sombrero. Las camisetas de ambos hombres en el fondo y el mantel de mesa actúan en conjunto para reflejar esa luz y enviarla a través de toda la composición. A diferencia de otras obras impresionistas, en esta se puede apreciar cierta nitidez en las formas. 
La obra evoca ciertos elementos adaptados al mundo profano de la obra Las bodas de Caná de Veronese, una de las obras preferidas de Renoir.[cita requerida]
El cuadro tuvo un papel protagónico en la película El fabuloso destino de Amélie Poulain (2001), de Jean-Pierre Jeunet.
Fue expuesto en la séptima exposición impresionista, en 1882. El marchante Durand-Ruel compró la obra y la dio a conocer por el mundo. La presentó en Londres, Nueva York y Boston, entre otras ciudades. En 1923 adquirió la obra el coleccionista Duncan Phillips por 125 000 dólares.